# Агела
Аге́ла (дор. ἀγέλᾱ, ἀγέλη «стая») — первый этап спартанского воспитания мальчиков 7—12 лет.
Общий контроль и руководство воспитанием мальчиков было возложено на особое должностное лицо — педонома. Эта должность считалась важной, и на неё назначали лиц, которым было, по словам Ксенофонта, «позволено занимать самые высокие должности в государстве». Плутарх писал об агеле:

Ликург не разрешал, чтобы дети спартанцев воспитывались купленными или нанятыми воспитателями, да и отец не имел права воспитывать сына по своему усмотрению. Он отобрал всех детей, которым исполнилось семь лет, объединил их в агелы и воспитывал их сообща, приучал к совместным играм и учёбе. Во главе агелы он ставил того, кто был самым сообразительным и храбрее других в драках. Дети во всём брали с него пример, исполняли его приказы, терпели наказания, так что всё обучение заключалось в том, чтобы воспитать в детях повиновение. Старики наблюдали за их играми и, постоянно внося в их среду раздор, вызывали драки: они внимательно изучали, какие задатки храбрости и мужества заключены в каждом, храбр ли мальчик и упорен ли в драках. Грамоте они учились только в пределах необходимости. Всё же остальное воспитание заключалось в том, чтобы уметь безоговорочно повиноваться, терпеливо переносить лишения и побеждать в битвах. Кто из граждан не проходил всех ступеней воспитания мальчиков, не имел гражданских прав.— Плутарх. Древние обычаи спартанцев.